# SNCASE SE.3110
Le SNCASE SE.3100 est un prototype d'hélicoptère construit par la Société nationale des constructions aéronautiques du Sud-Est (SNCASE) en 1949.

## Conception
Le SE-3110 est largement inspiré du SE-3101 de 1948, conservant une grande partie du système de contrôle et ses deux rotors de queue en V qui contrôlent le lacet et le tangage. Extérieurement, plus raffiné avec une nacelle avant ovoïde pour loger les occupants et le moteur et une poutre arrière conique. Les deux membres d'équipage sont assis côte à côte derrière un nez entièrement vitré. Structurellement, la nacelle est un monocoque léger. 
Le moteur en étoile à neuf cylindres refroidi par  air est un Salmson 9 Nh de 200 cv monté horizontalement sous une boîte de transmission fixée au fuselage par des tubes en acier et entraînant un rotor à tripale.
Les rotors de queue sont montés au bout de deux arbres perpendiculaires entre eux et à la poutre arrière du fuselage. Les plans de rotation des rotors sont inclinés vers l'intérieur à 45° par rapport à la verticale.  Il existe une photo montrant les arbres de transmission revêtus de carénages minces, mais les autres les montrent nus. Le SE-3110 se pose sur de petites roues montées sur des jambes en porte-à-faux de chaque côté et sur un long patin à ressort vers l'avant.  
Comme sur le SE-3101 les réglages de pas différentiels des deux rotors de queue compensaient le couple du rotor principal il y avait des liaisons mécaniques entre le pas collectif, la manette des gaz et la commande de pas de queue pour réduire la charge de travail du pilote. 
Le contrôle directionnel est obtenu en modifiant le pas des rotors de queue (un à cabrer et un à piquer) et on obtenait un contrôle du tangage de la même manière avec une variation du pas de deux rotors dans le même sens. Une nouvelle fonctionnalité du SE-3110 est le contrôle du tangage par le pas cyclique du rotor principal. 
Le SE.3110 effectue son premier vol le 10 juin 1950, piloté par Jacques Lacarme. Le vol est bref et conclu par un atterrissage dur faussant le train. Le pilote le décrit comme impilotable car trop sensible. Réparé, l'hélicoptère est amené en septembre 1950 à Villacoublay pour un second vol bref aussi et se concluant par la casse de l'appareil.
L'appareil est modifié avec un stabilisateur comme celui du Bell 47 mais compliqué par la configuration tripale. Des essais ont lieu avec le pilote Stakenburg qui démontrent que l'hélicoptère est désormais pilotable mais pas au point pour autant alors que l'Alouette I, plus simple mécaniquement, est prête à être commercialisée.
Gaillard affirme que le premier prototype n'a effectué que deux vols à basse altitude avant d'être abandonné au profit du SE-3120 Alouette I.  Cependant, d'autres sources indiquent que deux SE-3110 ont été construits, apparaissant initialement sur le registre civil français sous les noms de F-WFUD et F-WFUE, puis transférés sur la liste B (après avoir obtenu leurs certificats de navigabilité) sous les noms de F-BFUD et F-BFUE.   Selon le récit de Liron  le premier prototype a été conservé pour des tests de durabilité au sol, mais le premier vol du deuxième prototype, le 15 septembre 1950, s'est rapidement terminé par une perte de contrôle et un crash latéral. Pour la SNCASE la voie à suivre est le rotor de queue unique et les pales du rotor principal stabilisées, deux caractéristiques du SE-3120.